# Taraxacum brachyrhynchum
Taraxacum brachyrhynchum (лат.) — вид двудольных растений рода Одуванчик (Taraxacum) семейства Астровые (Asteraceae). Впервые описан ботаником Г. Э. Хаглундом в 1964 году.

## Распространение
Эндемик острова Ян-Майен, входящего в состав Норвегии. Один из по меньшей мере трёх эндемичных для этого острова видов рода Одуванчик; другие два — Taraxacum recedens (Dahlst.) G.E. Haglund (сейчас считается синонимом Taraxacum acromaurum Dahlst.) и Taraxacum torvum G.E. Haglund.

## Ботаническое описание
Растение небольшого размера, около 10 см высотой.
Листья длинные. Соцветие ярко-жёлтое.
Плод — семянка размером 4 мм, жёлтого или серого цвета.